# Vladimir Zacharovič Dovgan'
Vladimir Zacharovič Dovgan' Dovgan' (Smila, 22 luglio 1929 – Mosca, 24 settembre 2006) è stato un regista sovietico.

## Filmografia parziale

### Regista
- Serdce ne proščaet (1961)
- Troe sutok posle bessmertija (1963)